# Cratere Drunlo
Drunlo è un cratere sulla superficie di Fobos.